# Nemoricantor mayus
Nemoricantor mayus är en insektsart som först beskrevs av Theodore Huntington Hubbell 1938.  Nemoricantor mayus ingår i släktet Nemoricantor och familjen syrsor. Inga underarter finns listade i Catalogue of Life.